# Microcharon acherontis
Microcharon acherontis is een pissebed uit de familie Lepidocharontidae. De wetenschappelijke naam van de soort is voor het eerst geldig gepubliceerd in 1943 door Chappuis.